# Гана на Светском првенству у атлетици на отвореном 2022.
Гана је учествовала на 18. Светском првенству у атлетици на отвореном 2022. одржаном у Јуџину  од 15. до 25. јула осамнаести пут, односно учествовала је на свим првенствима до данас. Репрезентацију Гане представљало је 6 такмичара (5 мушкараца и 1 жена) који су се такмичили у 5 дисциплина (4 мушке и 1 женска).,
На овом првенству такмичари Гане нису освојили ниједну медаљу.
У табели успешности према броју и пласману такмичара који су учествовали у финалним такмичењима (првих 8 такмичара) Гана је са 1 учесником у финалу делила 60. место са 4 бода.
| Пл.  | Земља | 1. место | 2. место | 3. место | 4. место | 5. место | 6. место | 7. место | 8. место | Бр. фин. | Бод. |
| ---- | ----- | -------- | -------- | -------- | -------- | -------- | -------- | -------- | -------- | -------- | ---- |
| =60. | Гана  | 0        | 0        | 0        | 0        | 1        | 0        | 0        | 0        | 1        | 4    |

## Учесници
| Мушкарци: - Бенџамин Азамати — 100 м, 4х100 м - Џозеф Пол Амоа — 100 м, 200 м, 4х100 м - Алекс Аманква — 800 м - Шон Сафо-Антви — 4х100 м - Џозеф Одуро Ману — 4х100 м | Жене: - Дебора Аква — Скок удаљ |

## Резултати

### Мушкарци
| Атлетичар                                                       | Дисциплина | Лични рекорд | Квалификације   | Квалификације   | Полуфинале            | Полуфинале            | Финале                | Финале               | Детаљи |
| Атлетичар                                                       | Дисциплина | Лични рекорд | Резултат        | Место           | Резултат              | Место                 | Резултат              | Место                | Детаљи |
| --------------------------------------------------------------- | ---------- | ------------ | --------------- | --------------- | --------------------- | --------------------- | --------------------- | -------------------- | ------ |
| Бенџамин Азамати                                                | 100 м      | 9,90 НР      | 10,18 (.180)    | 4. у гр. 6      | Нису се квалификовали | Нису се квалификовали | Нису се квалификовали | 29 / 65 (68)         |        |
| Џозеф Пол Амоа                                                  | 100 м      | 9,94         | 10,22 (.220)    | 6. у гр. 7      | Нису се квалификовали | Нису се квалификовали | Нису се квалификовали | 37 / 67 (71)         |        |
| Џозеф Пол Амоа                                                  | 200 м      | 20,08 НР     | 20,40 ЛРС       | 5. у гр. 1      | Нису се квалификовали | Нису се квалификовали | Нису се квалификовали | 20 / 44 (49)         |        |
| Алекс Аманква                                                   | 800 м      | 1:44,80 НР   | Дисквалификован | Дисквалификован | Није се квалификовао  | Није се квалификовао  | Није се квалификовао  | Није се квалификовао |        |
| Шон Сафо-Антви Бенџамин Азамати Џозеф Одуро Ману Џозеф Пол Амоа | 4 х 100 м  | 38,08 НР     | 38,58 КВ, НРС   | 6. у гр. 1      |                       |                       | 38,07 НР              | 5 / 13 (16)          |        |

### Жене
| Атлетичарка | Дисциплина | Лични рекорд | Квалификације | Квалификације | Полуфинале | Полуфинале | Финале                | Финале       | Детаљи |
| Атлетичарка | Дисциплина | Лични рекорд | Резултат      | Место         | Резултат   | Место      | Резултат              | Место        | Детаљи |
| ----------- | ---------- | ------------ | ------------- | ------------- | ---------- | ---------- | --------------------- | ------------ | ------ |
| Дебора Аква | Скок удаљ  | 6,89 НР      | 6,46          | 9. у гр. Б    |            |            | Није се квалификовала | 18 / 25 (28) |        |